# Trata (wieś)
Trata – wieś w Słowenii, w gminie Škofja Loka. W 2018 roku liczyła 218 mieszkańców.